# Orli Lewi-Abekasis
Orli Lewi-Abekasis (hebr.:אורלי לוי-אבקסיס, ang.: Orly Levi-Abekasis lub Orly Levy, ur. 11 listopada 1973 w Bet Sze’an) – izraelska dziennikarka, modelka i polityk, od 2009 poseł do Knesetu z listy Nasz Dom Izrael (Jisra’el Betenu). Od 2020 roku minister rozwoju i wzmacniania społeczności.

## Życiorys
Urodziła się 11 listopada 1973 w Bet Sze’an, jako córka ówczesnego posła, a późniejszego ministra Dawida Lewiego. Służbę wojskową odbyła w Siłach Powietrznych Izraela. Ukończyła pierwszy stopień studiów prawniczych na uczelni w Herclijji. Pracowała jako modelka oraz dziennikarka i prowadząca w telewizji i w radiu.
W wyborach parlamentarnych w 2009 po raz pierwszy dostała się do izraelskiego parlamentu z listy ugrupowania Nasz Dom Izrael. W osiemnastym Knesecie przewodniczyła specjalnej podkomisji praw dzieci oraz zasiadała w komisji pracy, opieki społecznej i zdrowia oraz innych podkomisjach i komisjach specjalnych. W kolejnych wyborach ponownie zdobyła mandat poselski, a w dziwiętnastym Knesecie ponownie przewodniczyła
specjalnej podkomisji praw dzieci oraz zasiadała w komisjach ds. traktowania kobiet i równości oraz pracy, opieki społecznej i zdrowia. Po raz trzeci skutecznie kandydowała do parlamentu w 2015, a w dwudziestym Knesecie uczestniczyła w pracach trzech komisji parlamentarnych – nauki i technologii; finansów oraz pracy, opieki społecznej i zdrowia.
W 2019 założyła partię Geszer – odwołującą się nazwą do ugrupowania jej ojca. Na jej czele bezskutecznie ubiegała się o reelekcję w wyborach w kwietniu 2019. Ugrupowanie zdobyło 1,73% głosów i nie przekroczyło progu wyborczego.
17 maja 2020 roku zaprzysiężona na ministra rozwoju i wzmacniania społeczności.

## Życie prywatne
Córka  Dawida (ur. 1937), trzykrotnego ministra spraw zagranicznych, posła w latach 1969–2006, bratanica Maksima (1950–2002), posła Geszeru w latach 1996–2002, siostra Jackiego (ur. 1960), posła Likudu od 2015.
Od 1992 żona Li’ora Abekasisa, mają czworo dzieci. Mieszkają w kibucu Mesillot w Dystrykcie Północnym.